# Arbon (Suíça)
Arbon é uma comuna da Suíça, no Cantão Turgóvia, com cerca de 13.124 habitantes. Estende-se por uma área de 5,9 km², de densidade populacional de 2.224 hab/km². Confina com as seguintes comunas: Berg (SG), Egnach, Eriskirch (DE-BY), Friedrichshafen (DE-BY), Kressbronn am Bodensee (DE-BY), Langenargen (DE-BY), Roggwil, Steinach (SG). 
Era chamada de Arbor Félix (Arbor Felix) durante o período romano.
A língua oficial nesta comuna é o Alemão.